# Valentin Lazăr
Valentin Marius Lazăr (* 21. August 1989 in Ploiești) ist ein rumänischer ehemaliger Fußballspieler.

## Karriere
Lazăr begann mit dem Fußballspielen im Alter von sieben Jahren bei Petrolul Ploiești. Nachdem er alle Jugendmannschaften durchlaufen hatte, stieg er im Jahr 2007 in den Kader der ersten Mannschaft auf, die seinerzeit in der Liga II spielte. Dort kam er in der Saison 2007/08 zu seinen ersten Einsätzen. Im Jahr 2009 verließ er seinen Stammverein und schloss sich Chimia Brazi in der Liga III an. Im Sommer 2011 verpflichtete ihn Erstligist Sportul Studențesc. Dort wurde er zur Stammkraft im Mittelfeld, konnte den Abstieg des Vereins am Ende der Spielzeit 2011/12 jedoch nicht verhindern. Er blieb Sportul auch in der Liga II erhalten, verpasste dort aber die komplette Rückrunde 2013.
Im Sommer 2013 wechselte Lazăr zu Dinamo Bukarest. Hier gehörte er von Anfang an zum Stamm des Teams. Im September 2015 wurde er für ein paar Monate an den Ligakonkurrenten CS Concordia Chiajna ausgeliehen.